# 留揚軒
留揚軒（1989年5月22日—2009年2月），臺灣臺南市中西區人，第四屆總統教育獎得主，杜興氏肌肉營養不良症患者。

## 生平
留揚軒生於1989年5月，兩歲時診斷出杜興氏肌肉萎縮症，國小四年級與需以輪椅行動。從發病以後，母親蘇月雀每日要接送她上下學，中午要到學校陪他吃飯，寒、暑假載他到高雄海軍總醫院作高壓氧復。
留揚軒小時以生醫為目標，以第一名畢業於台南市中西區忠義國小，考上建興國中資優班。2004年7月23日，第四屆總統教育獎得主揭曉，留揚軒等25國中生人獲選。該年，留揚軒入讀台南一中時，建興國中校長劉丁洲為讓兒子劉晉嘉能繼續照顧國中同學留揚軒，特地拜託台南一中校長張逸群，將劉晉嘉與留揚軒編在同班。9月2日，台南市長許添財接見留揚軒。留揚軒讀高中二年級時，開刀長期住院，體力不佳、課業耽誤，轉至社會組。
2008年5月28日，正就讀成功大學歷史系一年級的留揚軒，在台南一中受頒周大觀文教基金會的全球熱愛生命獎章。之後留揚軒立志要成為第一位肌萎的律師或法官，轉讀法律系。
2008年，留揚軒主演成功大學學輔組的無障礙環境宣導短片，約半小時內容為他坐輪椅時遇到阻車器、在無障礙坡道前被單車擋路。此片《留一條路--校園無障礙紀錄片》以他在學校的一天為主軸，帶出校園無障礙設施遭受阻礙時，影響到身心障礙學子的情形。留揚軒於2009年2月寒假之初，在台南市的家裡睡夢中去世。成功大學為追思留揚軒，於2009年4月22日在總圖書館B1映放《留一條路--校園無障礙紀錄片》，留揚軒父親留國緯、母親蘇月雀均出席。